# 佐治·艾拔圖·達·哥斯達·施華
乔治·阿尔贝托·达科斯塔·席尔瓦（葡萄牙語：Jorge Alberto da Costa Silva，1970年12月31日—），巴西职业足球运动员，现已退役。

## 生涯
达科斯塔在哥列迪巴開始他的職業生涯，由1990年效力至球隊在巴西足球甲級聯賽降級時，他轉至另一巴甲球會葡萄牙人。然後，他離開伊比利亞美洲球會，轉至烏拉圭發展，先後效力托利馬及蒙特維多國民隊。
2002年，他轉至中國發展，加盟天津泰達。 2003年1月，他獲球隊延長合同 。
然後，他回到巴西效力業餘球隊然達亞體育會。

## 榮譽
- 烏拉圭聯賽: 1998, 2000, 2001

## 連結
- Profile at futpedia.globo.com （葡萄牙文）
- Profile at BDFA（页面存档备份，存于） （西班牙文）
- CBF Contract Record （葡萄牙文）
- Profile at tenfieldigital.com.uy[永久] （西班牙文）